# Витвицкий, Стефан
Стефан Витвицкий (13 сентября 1801, Иванов, Калиновский район — 15 апреля 1847, Рим) — один из выдающихся польских писателей эпохи романтизма.
Родился в 1800 г. в Подольской губернии, в 1831 г. эмигрировал за границу и поселился в Париже. Уже до того времени он написал несколько поэтических и прозаических сочинений, которые, согласно ЭСБЕ, «характеризуют его как крайнего романтика с байроновским оттенком, но не имеют никакого литературного значения» (сборник «Ballady i romanse», Варшава, 1824, и роман «Edmund», 1829).
Но уже в сборниках «Piosnki sielskie» и «Poesie biblijne» проявился настоящий его талант; здесь особенно выступает на первый план простое, сердечное чувство, чистый язык и знание среды, которую он описывал. Особенно популярно из первого сборника стихотворение «Rachunek życia obywatela wiejskiego»; другие песни тоже получили широкую популярность благодаря тому, что Шопен положил их на музыку. «Piosnki sielskie, poezje biblijne i wiersze róźne» в одной книжке были издана во второй раз, в Париже, в 1836 г.
В Париже Витвицкий сдружился с Мицкевичем и прочими представителями польской литературы и немало боролся против пускавшего среди них корни мистицизма. Он выступил даже с обличением Товяньского под заглавием «Towiańszczyzna» (1844). К этому же времени относятся прозаические «Wieczory pielgrzyma» (2 изд., Париж, 1844—45), где он осуждает моду говорить и писать по-французски, «Listy z zagranicy» (1842) и изданный уже после его смерти сборник прекрасных рассказов «Gadu gadu» (СПб., 1850). Жизнь Витвицкого в Париже была печальна: он впал в неизлечимую болезнь и после десятилетних страданий умер в Риме в 1847 г. Перед самой смертью он думал сделаться священником и даже издал два молитвенника, но не успел привести в исполнение свое намерение.